# Schulmädchen-Report. 6. Teil: Was Eltern gern vertuschen möchten
Schulmädchen-Report 6. Teil – Was Eltern gern vertuschen möchten ist ein deutscher Sexfilm aus dem Jahre 1973, er gehört zum Genre der Report-Filme und ist der sechste Teil der erfolgreichen Schulmädchen-Report-Reihe. Der Film kann als Pseudo-Dokumentarfilm angesehen werden.

## Handlung
Der Episodenfilm wird damit begründet, dass wieder neues Material eingegangen sei. In der Rahmenhandlung werden die Schüler Sibylle und  Achim  im Musikraum beim Geschlechtsverkehr erwischt. Lehrerkollegium und Elternbeirat beraten darüber, ob die beiden von der Schule verwiesen werden sollen. Dabei kommen eine Reihe von deutlich schwerwiegenderen Fällen ans Licht:
- Ingrid ist in ihre Lehrerin Fräulein Lensing verliebt, die wiederum ein Verhältnis zu dem verheirateten Lehrer Dornseif hat. Sie versucht es mit Erpressung, erreicht aber nur die Versetzung ihrer Geliebten.
- Die vergewaltigte Lolli tut sich mit ihrer ebenfalls von Hans betrogenen Freundin zusammen. Die Mädchen mobilisieren die aufgebrachten Mitschüler gegen Hans, der dabei zu Tode kommt.
- Ein Fensterputzer wird von Schülerinnen ins Klassenzimmer gelassen, ohne dass die kurzsichtige Lehrerin ihn erkennt oder das folgende Treiben hinter einer Schrankwand bemerkt.
- Marlies wird von ihrem Vater beim Liebesspiel mit ihrem Freund Herbert ertappt. Der Junge bietet dem Vater Schweigegeld, der daraus lernt und seine Tochter an Männer vermietet.
- Lilo ist in ihren verheirateten Fechtlehrer Wedekind verliebt und verführt ihn unter der Dusche, später findet sie ihr Glück mit Carsten.

## Kritik
„Eine Flut neuen Materials, so die Einleitung, hat um der Vollständigkeit der Information willen diese Fortsetzung veranlaßt. Ausgangspunkt ist die Lehrer- und Elternversammlung in einem Gymnasium, wo ein Schüler mit seiner Freundin beim Geschlechtsakt im Musikzimmer ertappt worden ist. Nach 5 Rückblendeepisoden mit verschiedenen Varianten der Schülerliebe gibt der Vater des ertappten Jungen seinen Sprößling in eine Privatschule.“